# Tramstation Zottegem
Het Tramstation of de Tramstatie is een voormalig tramstation in de Belgische stad Zottegem. Het station van de Nationale Maatschappij van Buurtspoorwegen (NMVB) werd omstreeks 1900 opgetrokken, als een drieledig bakstenen complex bestaande uit het stationsgebouw, een werkplaats en een ruime stelplaats met ateliers. 
Het tramstation bediende de lijnen Zottegem-Wetteren en Zottegem-Ninove, die in 1939 werden afgeschaft. In de middenbeuk lagen begin jaren 1990 nog de twee tramlijnen waarlangs de voertuigen werden binnengebracht. De rechter- en middenbeuk bleven goed bewaard en hadden binnenin een ijzeren Polonceaukap met een houten spant. De rechterbeuk was sterk vervallen; enkel de zijmuren stonden nog overeind. In 1981 kocht het OCMW van Zottegem het tramstation, waarna het meer dan twintig jaar dienst deed als schrijnwerkerij en depot. 
Eind jaren 1990 werd het stationsgebouw van de Tramstatie gerenoveerd en opgenomen in het huisvestingsproject van sociale huisvestingsmaatschappij 'Denderstreek' als woonplaats voor vijf gezinnen. De reparatiewerkplaats en de grote stelplaats werden gesloopt.

Afbeeldingen
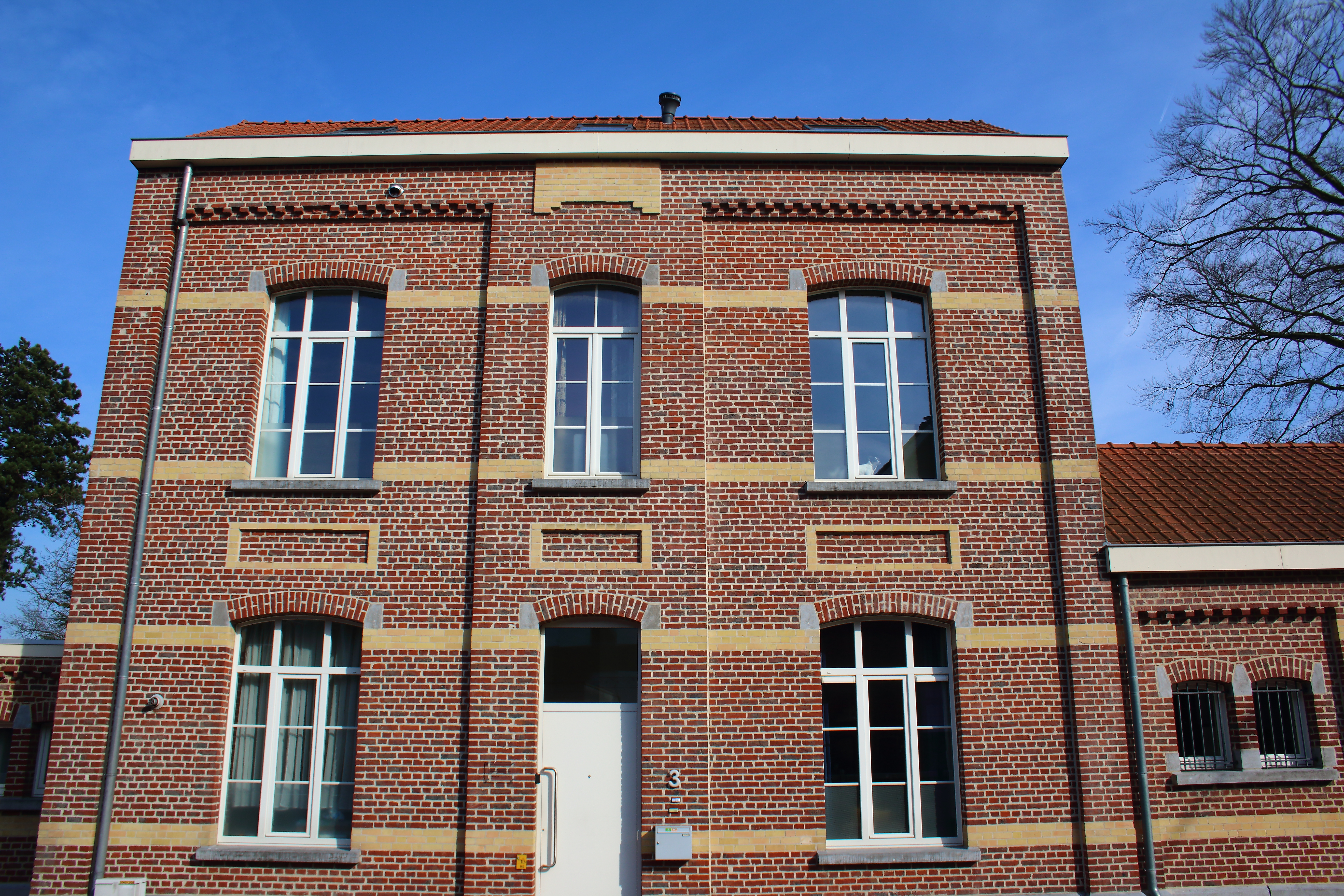
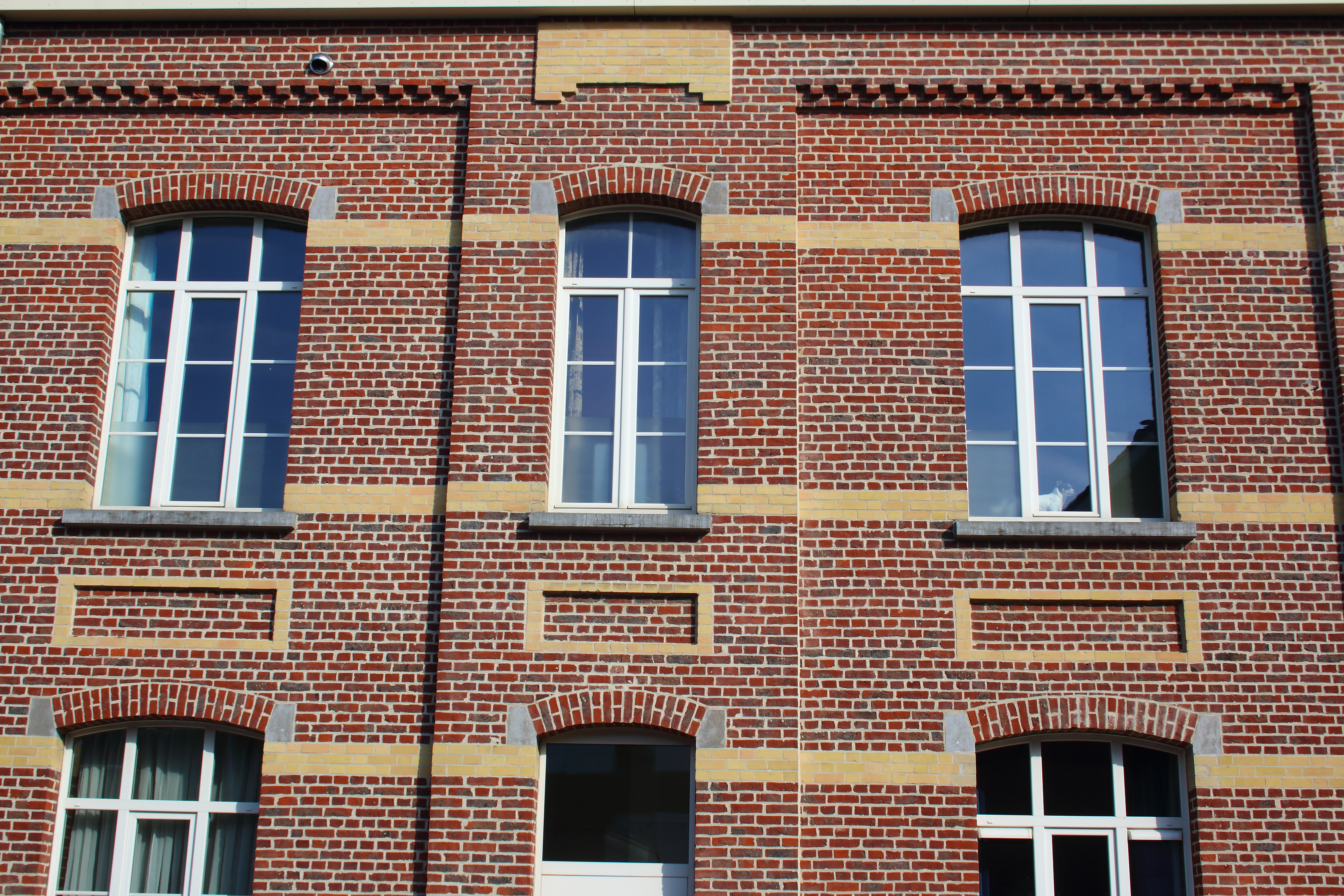
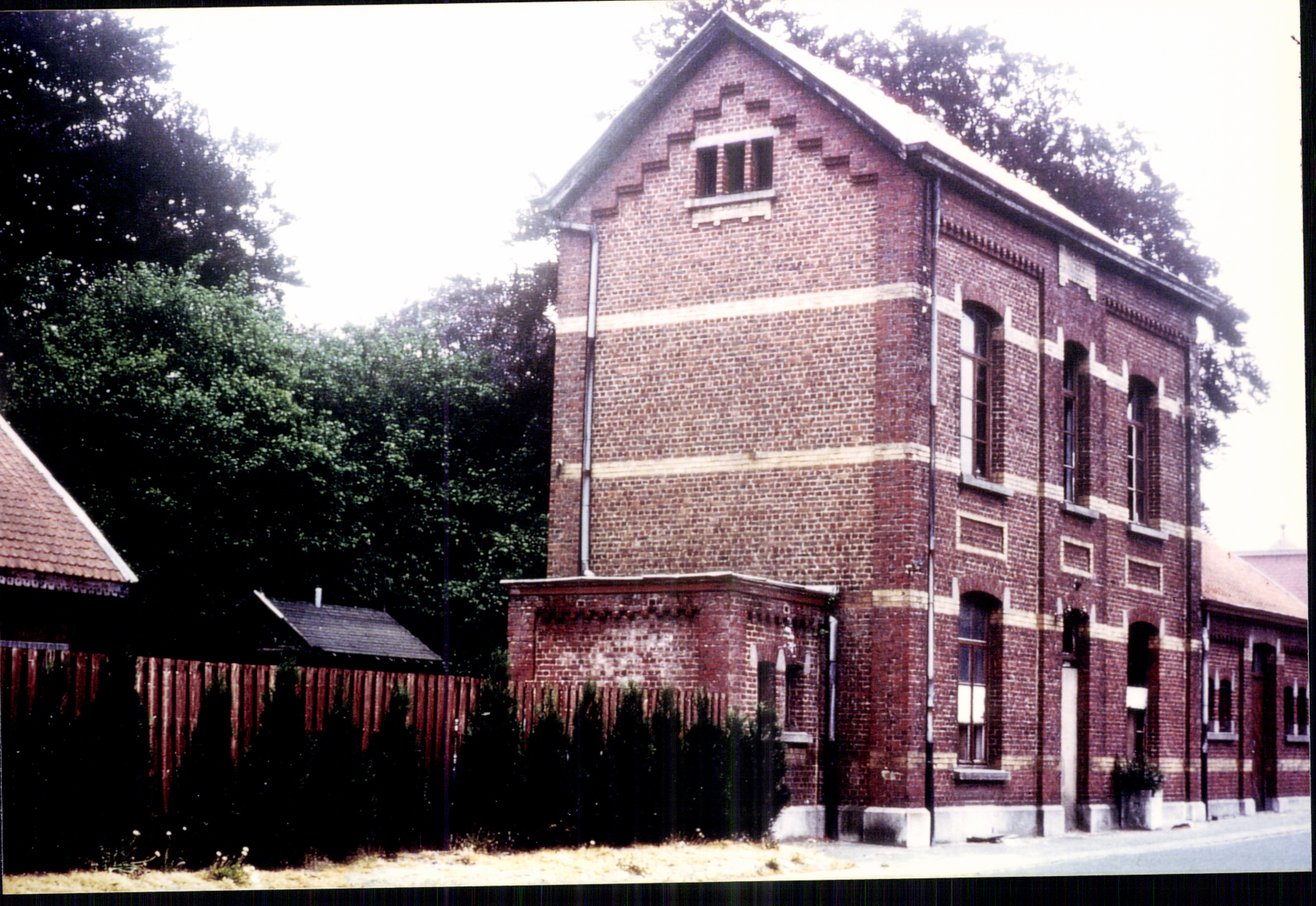
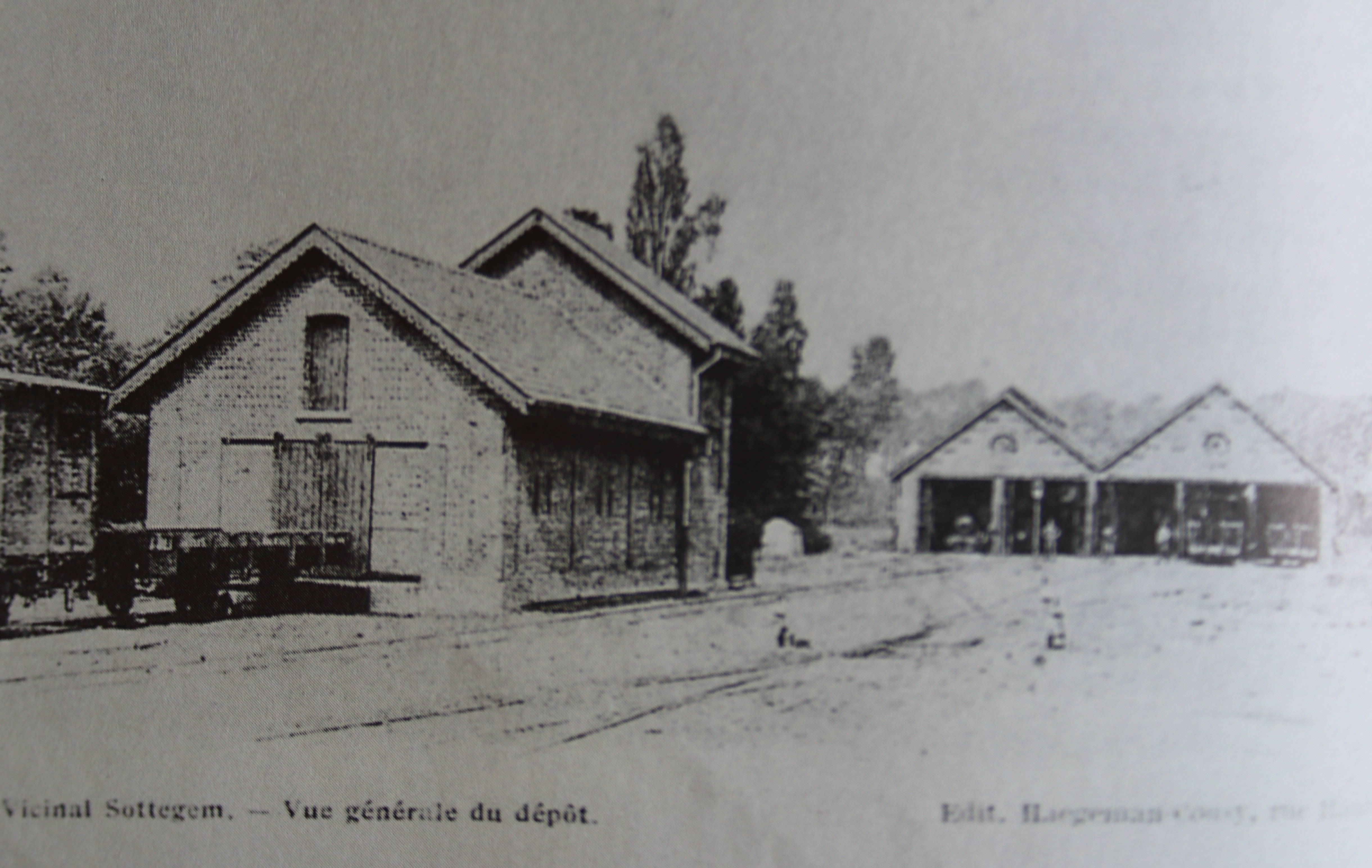
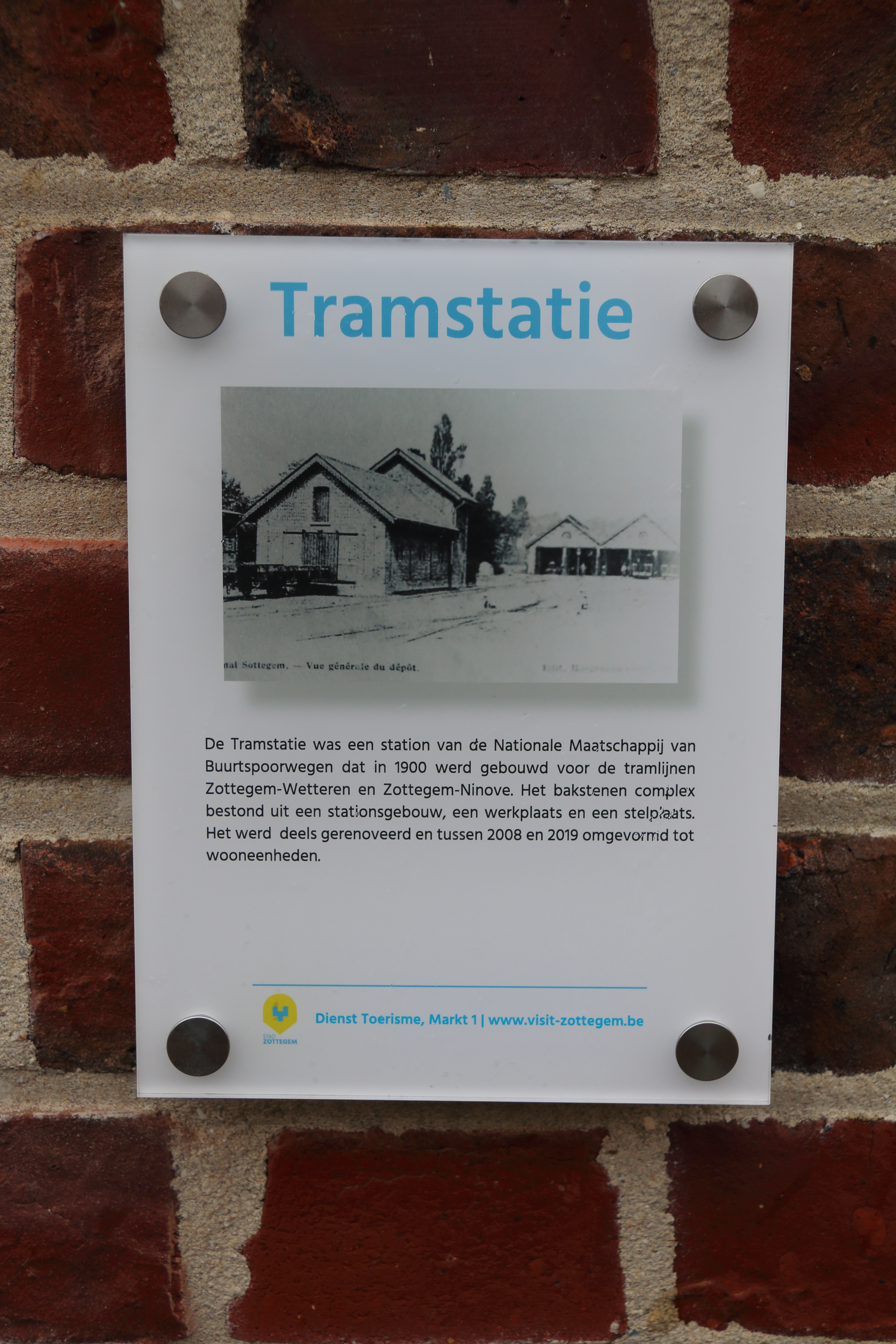